# بوب روس (ناشط حقوق إل جي بي تي)
بوب روس (بالإنجليزية: Bob Ross)‏ هو ناشط حقوق إل جي بي تي أمريكي، ولد في 2 أبريل 1934 في نيويورك في الولايات المتحدة، وتوفي في 13 ديسمبر 2003 في سان فرانسيسكو في الولايات المتحدة.